# 나무엑터스
나무엑터스(영어: Namooactors)는 대한민국의 연예 기획사이다. 대표이사는 김종도이다.

## 개요
- 창립자 김종도 대표이사가 공대를 졸업하고 1991년 보조 출연자 관리반장을 맡으며 연예계에 입문했다. 매니저로 일하던 아이스타즈가 문을 닫자 그 시절 인연을 맺은 김주혁, 문근영, 도지원, 김혜성 등과 함께 2004년 나무엑터스를 만들었다. 현재 소속 배우로는 박중훈, 유준상, 이준기 등 단단한 뿌리부터 박은빈, 강기영, 송강, 구교환, 박지현, 노정의 등 독보적인 매력으로 팬층을 두텁게 쌓은 배우들까지 나무엑터스에는 믿고 보는 배우들이 포진해 있다.[1]
- 2024년 4월 3일, 네이버 웹툰이 나무엑터스의 지분 20%를 인수했다.[2]

## 현재 소속 연예인
- 강기영
- 고우림
- 구교환
- 김소율
- 김재경
- 김도완
- 김환희
- 김효진
- 노정의
- 도지원
- 박선호
- 박은빈
- 박중훈
- 박지현
- 서예화
- 송강
- 신소현
- 오현중
- 유준상
- 이나은
- 이열음
- 이윤지
- 이정식
- 이정하
- 이준기
- 이태선
- 조민경
- 조우리
- 차서원
- 최효주
- 홍은희
- 장규리
- 김지은

## 과거 소속 연예인
- 권해성
- 김강우
- 김민정
- 김소연
- 김수정
- 김아중
- 故 김주혁
- 김지수
- 김태희
- 김택
- 김향기
- 남규리
- 문근영
- 문채원
- 박건형
- 박민영
- 박상욱
- 박지원
- 백도빈
- 백서빈
- 백윤식
- 서현
- 송지효
- 신세경
- 오승훈
- 오태경
- 유선
- 유지태
- 유태주
- 유현수
- 윤제문
- 이규한
- 故 이은주
- 이유진 (1992년생 남자 배우)
- 이유진 (2004년)
- 임형준
- 조동혁
- 조한철
- 전유림
- 전혜빈
- 주해은
- 지성
- 천우희
- 한여름
- 한정수
- 한혜진

## 같이 보기
- 판타지오
- 키이스트
- IHQ